# سیارک ۹۴۲۸
سیارک ۹۴۲۸ (به انگلیسی: 9428 Angelalouise، نامگذاری:1996DW2) نه هزار و چهارصد و بیست و هشتمین سیارک کشف شده‌است که در ۲۶ فوریه ۱۹۹۶ کشف شد.
قدر مطلق سیارک برابر ۱۳٫۱۰ است.